# Kenneth Hiebert
Pour les articles homonymes, voir Hiebert.
Kenneth J. Hiebert est un graphiste et enseignant américain né à Mt. Lake, Minnesota le 20 décembre 1930,. Ayant étudié à l'école de design de Bâle auprès d'Armin Hofmann, il développe dès 1966 au Philadelphia College of Art un programme d'enseignement du design graphique. Il enseigne également à l'université de Yale  et à l'université Carnegie-Mellon. Il est l'auteur de deux ouvrages sur l'enseignement du design.

## Parcours
Kenneth Hiebert obtient en 1953 un diplôme de Bethel College, Kansas. En 1954, il se rend à Bâle, pour y travailler dans le domaine de l'imprimerie. Il suit entre 1959 et 1964 la formation de graphisme (Fachklasse für Grafik) de la Allgemeine Gewerbeschule, auprès de Armin Hofmann, Emil Ruder et Kurt Hauert. Encouragé par Hofmann, il enseigne pendant une courte période à Bâle, puis au Carnegie Institute of Technology. 

### Enseignement au Philadelphia College of Art
Dès 1966, il contribue à développer un programme d'enseignement de design graphique au Philadelphia College of Art (qui devient par la suite Philadelphia University of Arts), alors dirigé par Rob Roy Kelly. Il intègre dans cette formation des principes de l'école de Bâle,. D'autres alumni de Bâle viendront enseigner à Philadelphie: Inge Druckrey (de 1971 à 1973), April Greiman, encouragée par Hofmann (de 1971 à 1976), et Christa Zelinski (de 1977 à 2007). 
Il y enseigne jusqu’à sa retraite en 1999. 
Ses travaux graphiques ont intégré la Cary Graphic Arts Collection, qui étudie l'impact du graphisme suisse sur le style moderniste aux Etats-Unis. 
Le 29 octobre 2020, Hiebert intervient dans un symposium en ligne donné à Bâle pour célébrer le centenaire de Armin Hofmann. 

## Publications
Kenneth Hiebert est l'auteur de deux livres sur l'enseignement du design graphique: Graphic Design Processes (Van Nostrand Reinhold, 1992) et Graphic Design Sources (Yale University Press, 1998).
Dans Graphic Design Processes, sous-titré "...universal to Unique", Hiebert présente des exemples de son processus créatif, articulés à travers sept chapitres, ayant chacun une thématique (espace, signe-symbole, mot-image, texture, couleur, superposition, temps). Chaque thématique donne lieu à un projet, dont le processus créatif est expliqué en détail. L'ordinateur est intégré dans ce processus, et le livre détaille l'équipement numérique de l'auteur: un ordinateur Macintosh II et un caméscope 8mm Sony CCD-110V. Le contenu du livre fut développé durant une année sabbatique, financée par une bourse du National Endowment for the Arts.
Dans son livre suivant, Graphic Design Sources, Hiebert s'intéresse aux sources, stimuli et influences pouvant alimenter le processus créatif. Le livre est structuré en sept chapitres, intitulés: nature, transformations, musique, expérience personnelle, données statistiques, environnement construit, expression vernaculaire.

## Récompenses
Kenneth Hiebert a reçu deux prix de design du National Endowment for the Arts. Il s'est vu décerner des prix de graphisme dont AIGA 50 Best Books, Communication Graphics, AIGA/Philadelphia Awards of Excellence, New York Type Directors Club, Philadelphia Art Directors Club Gold Medal, the Society of Typographic Arts.
Son travail dans l'enseignement est primé par le Mary Lou Beitzel Award for Distinguished Teaching en 1990, et le Master Teacher Award décerné par la Graphic Design Education Association en 1991. 
Il obtient en 2001 le AIGA Philadelphia Fellow Award.
Ses travaux sont représentés dans les collections du Museum of Modern Art, du Cooper-Hewitt Museum, et du Gewerbemuseum Basel.
Des honorary degrees lui sont attribués par le Maine College of Art en 2002 et l'University of the Arts en 2013.